# Лугнакілла
Лугнакілла або Лугнаквілла (ірл. Log na Coille) — гора на південному сході Ірландії, найвища точка графства Віклов і 13-а за величиною на острові.
Висота гори Лугнакілла становить 925 м, схили відносно пологі, вкриті луговою рослинністю. На двох схилах містяться два льодовикових кари, іменовані місцевим населенням — Південна в'язниця і Північна в'язниця.

## Примітка
1. ↑  База даних географічних назв Ірландії — 2008.